# Тасоткель (Актюбинская область)
Тасоткель (каз. Тасөткел) — село в Хромтауском районе Актюбинской области Казахстана. Административный центр Тасоткельского сельского округа. Код КАТО — 156053100.

## Население
В 1999 году население села составляло 556 человек (264 мужчины и 292 женщины). По данным переписи 2009 года, в селе проживали 352 человека (175 мужчин и 177 женщин).